# Ministero delle Antichità

Frontespizio di un'edizione della Description de l'Égypte

Il Ministero delle Antichità è un dicastero del governo egiziano istituito nel 2011 con compiti di gestione dell’ingente patrimonio archeologico dell’Egitto. Precedentemente, con il nome di Supremo Consiglio per le Antichità, abbreviato con la sigla SCA, era stato un dipartimento dell’amministrazione statale egiziana, istituito nel 1994.

## Storia

### Fino al XIX secolo
Fino alla metà del XIX secolo non esisteva regolamentazione afferente alle antichità rinvenute in Egitto; decine di migliaia di suppellettili e reperti archeologici e storici, dalla gioielleria alla statuaria, ai rilievi ad interi monumenti, a corpi mummificati e suppellettili funerarie, vennero esportati in musei e collezioni private sparsi per il mondo. La domanda di manufatti egizi si incrementò notevolmente, peraltro, dopo la missione napoleonica del 1798-1801 e la conseguente pubblicazione della Description de l'Égypte, resoconto storico-artistico della missione.

### 1835: editto di Mehmet Ali

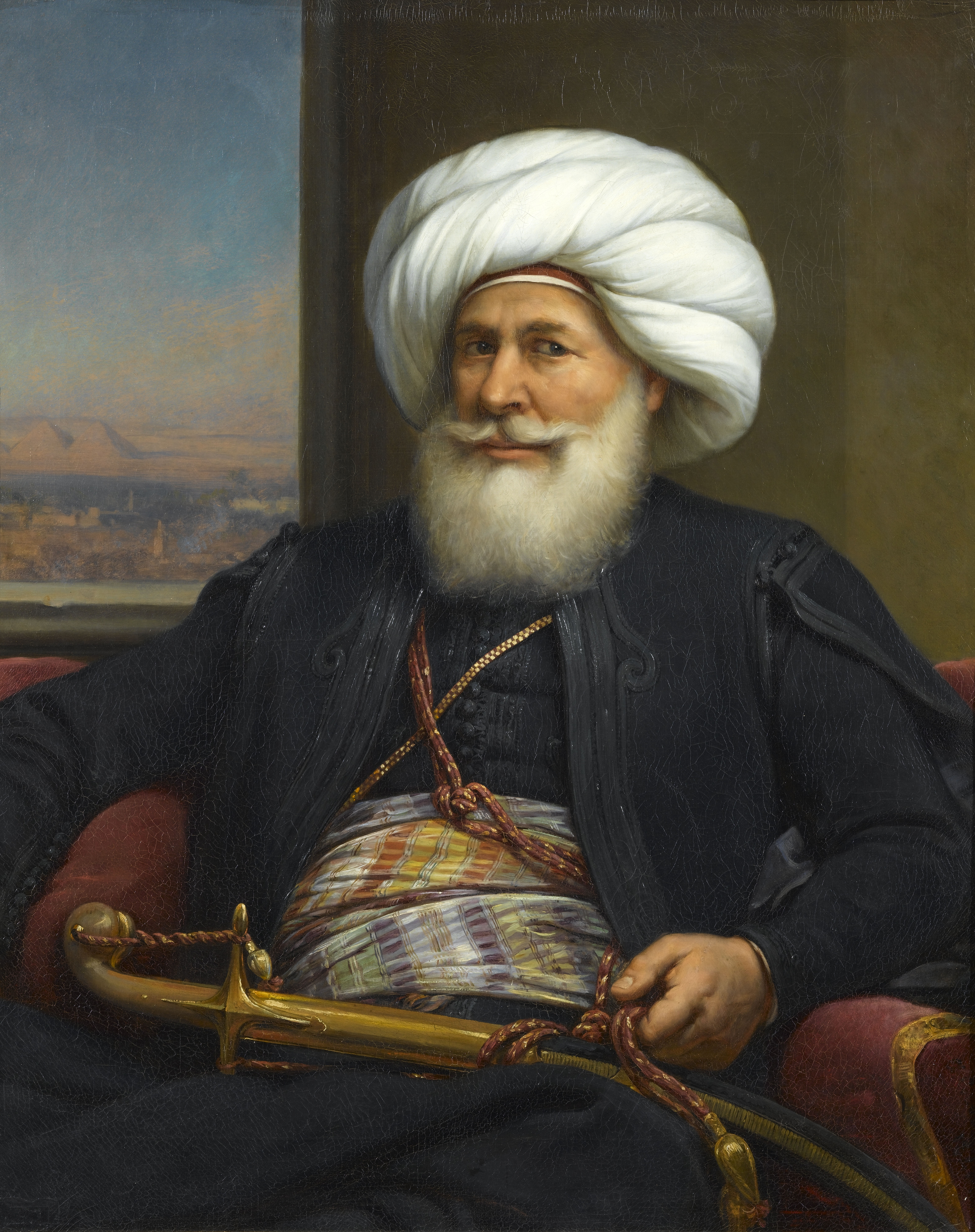
Ritratto di Mehemet Ali (Auguste Couder)

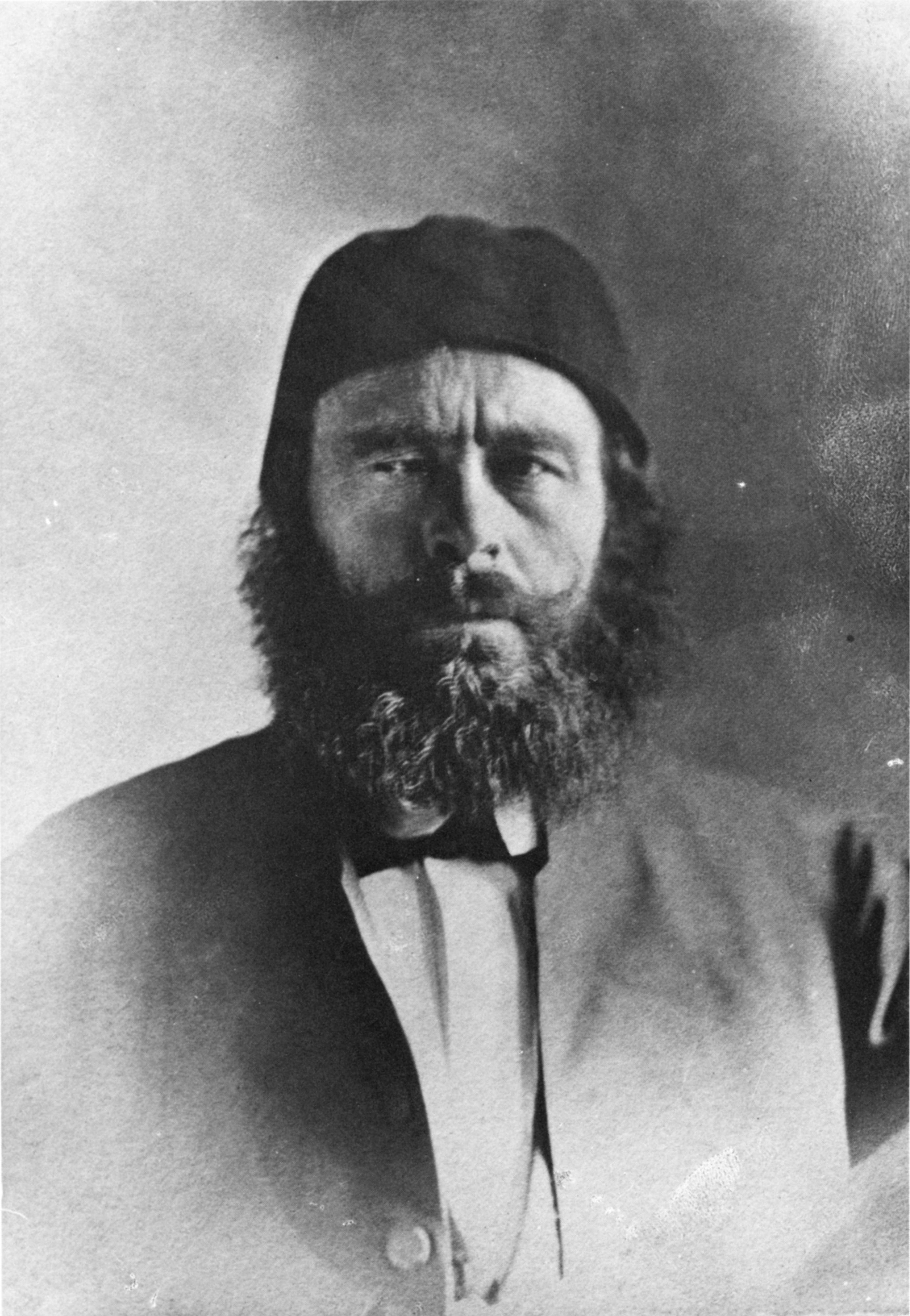
Muhammad Said Pascià. Nadar, 1855

Un primo tentativo per giungere ad un controllo delle antichità egizie venne posto in essere nell’agosto 1835 quando il viceré d’Egitto, Mehmet Ali, emanò un decreto che proibiva l’esportazione di antichità fuori dal Paese. Con lo stesso decreto, veniva istituito un magazzino, in cui dovevano essere riposte tutte le antichità rinvenute, nei giardini Ezbekiyya del Cairo.
Sfortunatamente, molti reperti, anche di ingente valore, venivano regalati da dignitari locali a funzionari esteri e almeno fino alla metà dell’800 il magazzino di Ezbekiah Gardens restò praticamente vuoto. Nel 1855 tutto quanto ancora contenuto nel magazzino stesso, venne regalato da Abbas Pascià all’arciduca d’Austria Massimiliano.

### 1858: ilService des Antiquités

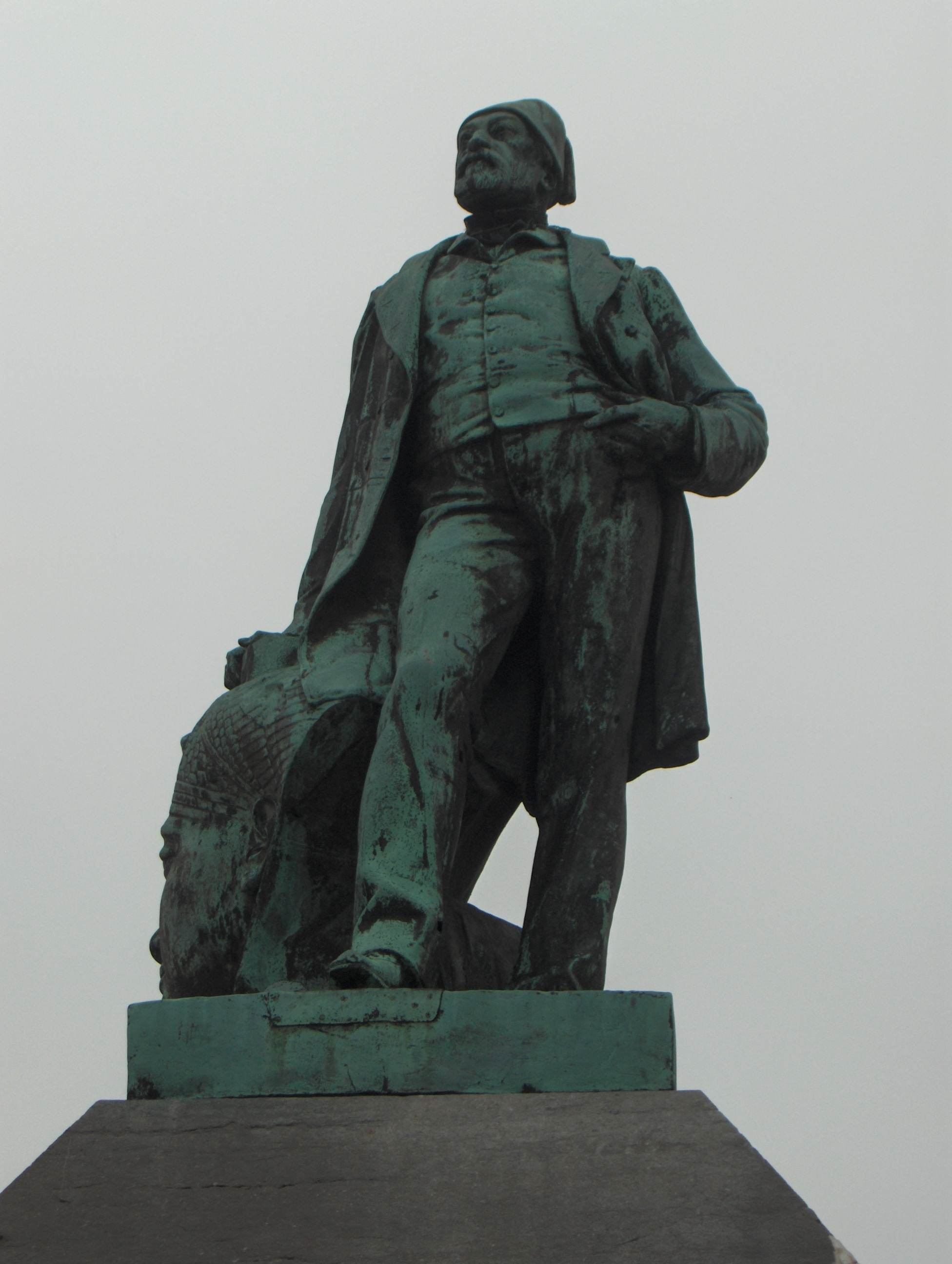
Statua ad Auguste Mariette (direttore 1858-1881), Boulogne-sur-Mer

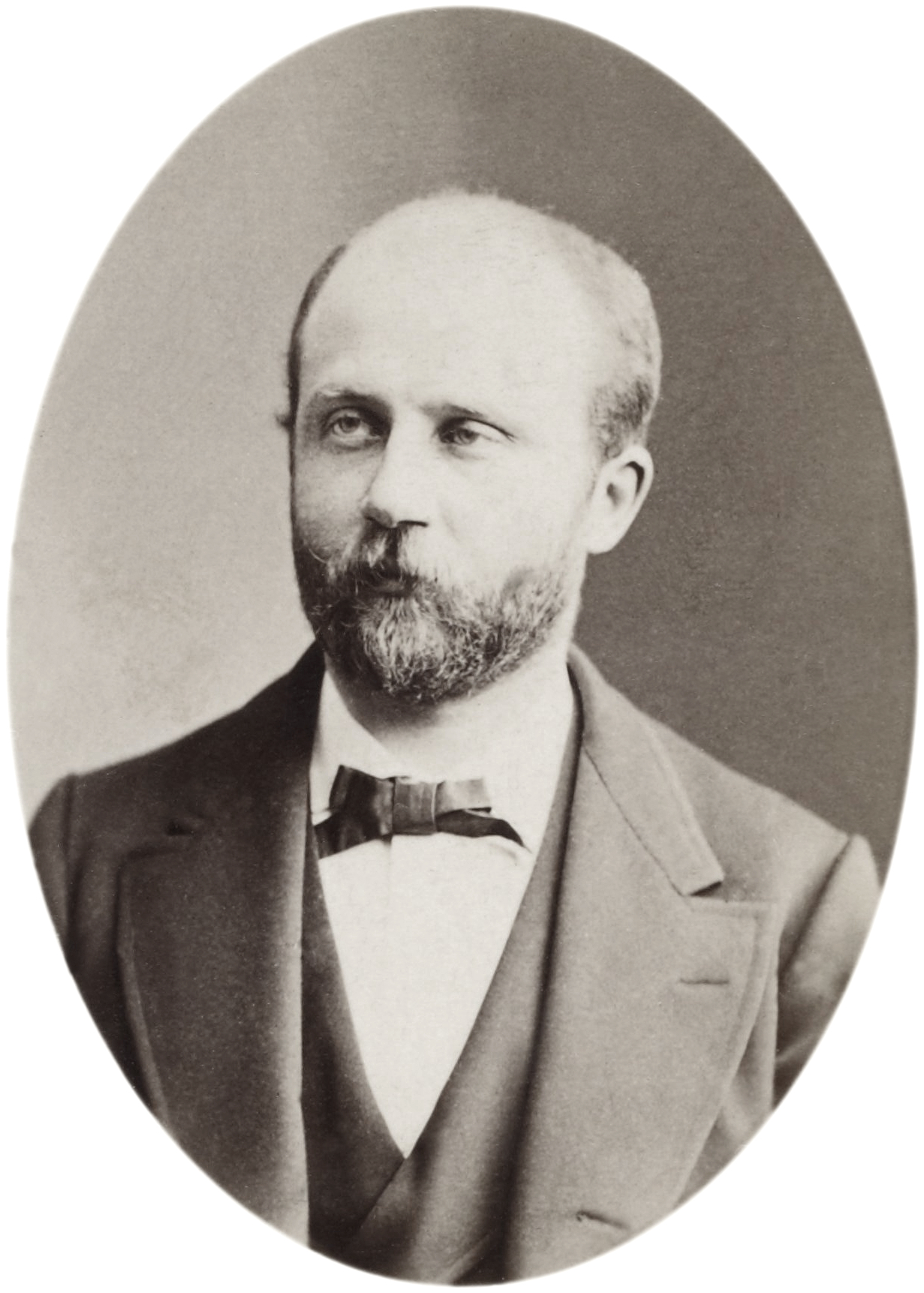
Gaston Maspero (direttore 1881-1886 e 1899-1914)

Jacques de Morgan (direttore 1892-1897)

Nel 1858 il successore di Abbas, Saʿīd Pascià, approvò la creazione di un Service des Antiquités (Servizio delle Antichità), con compiti anche di polizia nel contrasto al traffico illecito di materiali archeologici, affidandone la direzione allo studioso francese Auguste Mariette. Il nuovo Dipartimento fu autorizzato, inoltre, non solo ad eseguire scavi archeologici in proprio, ma ebbe la potestà autorizzativa e la supervisione su quelli delle missioni straniere in terra d’Egitto.

### 1863: il Museo di Boulaq
Nel 1863 Mariette inaugurò il primo museo nazionale, ospitato nella City Transit Authority nel sobborgo di Boulaq, trasferendo tutti i reperti che si erano intanto accumulati nel magazzino dei giardini Ezbekiah. Per quasi un secolo il Service des Antiquités venne diretto da studiosi francesi (da Auguste Mariette, nel 1858, a Étienne Drioton, che terminò il suo mandato nel 1952.

### 1953: il primo direttore egiziano
Nei primi anni ’50 del 1900 le truppe coloniali britanniche lasciarono l’Egitto e il Service des Antiquités venne inquadrato nel Ministero dell’Educazione egiziano; quale direttore del Museo egizio venne prescelto, nel 1953, Mostafa Amer che resse l’incarico fino al 1956. Nel 1960 il Service des Antiquités passò alle dipendenze del Ministero della Cultura e, nel 1971, mutò denominazione in Organizzazione per le Antichità egiziane.

### 1994: il Supremo Consiglio per le Antichità
Nel 1994, con decreto presidenziale n. 82, l’Organizzazione mutò la propria denominazione in Supremo Consiglio delle Antichità e, nel 2011, assurse a livello Ministero autonomo come Ministero delle Antichità).

## Direttori del Servizio delle Antichità (1858-2017)

### Direttori francesi (1858-1952)
| Nome e cognome    | dal  | al   |
| ----------------- | ---- | ---- |
| Auguste Mariette  | 1858 | 1881 |
| Gaston Maspero    | 1881 | 1886 |
| Eugène Grébaut    | 1886 | 1892 |
| Jacques de Morgan | 1892 | 1897 |
| Victor Loret      | 1897 | 1899 |
| Gaston Maspero    | 1899 | 1914 |
| Pierre Lacau      | 1914 | 1936 |
| Étienne Drioton   | 1936 | 1952 |

### Direttori egiziani (1953-1971)
| Nome e cognome         | dal  | al   |
| ---------------------- | ---- | ---- |
| Mostafa Amer           | 1953 | 1956 |
| Abbas Bayoumi          | 1956 | 1957 |
| Moharram Kamal         | 1957 | 1959 |
| Abd el-Fattah Hilmy    | 1959 | 1959 |
| Mohammed Anwar Shoukry | 1960 | 1964 |
| Mohammed Mahdi         | 1964 | 1966 |
| Gamal Mokhtar          | 1967 | 1971 |

### Direttori egiziani (1971-1993)
| Nome e cognome                  | dal  | al   |
| ------------------------------- | ---- | ---- |
| Gamal Mokhtar                   | 1971 | 1977 |
| Mohammed Abd el-Qader Mohammed  | 1977 | 1978 |
| Shehata Adam                    | 1978 | 1981 |
| Fuad el-Oraby                   | 1981 | 1981 |
| Ahmed Khadry                    | 1982 | 1988 |
| Mohammed Abdel Halim Nur el-Din | 1988 | 1988 |
| Sayed Tawfik                    | 1989 | 1990 |
| Mohammed Ibrahim Bakr           | 1990 | 1993 |

### Direttori egiziani (1993-2017)
| Nome e cognome                  | dal  | al      |
| ------------------------------- | ---- | ------- |
| Mohammed Abdel Halim Nur el-Din | 1993 | 1996    |
| Ali Hassan                      | 1996 | 1997    |
| Gaballa Ali Gaballa             | 1997 | 2002    |
| Zahi Hawass                     | 2002 | 2011    |
| Mohamed Abdel Fattah            | 2011 | 2011    |
| Moustapha Amine                 | 2011 | 2013    |
| Mohammad Ibrahim                | 2013 | ad oggi |